# Montejaque
Montejaque település Spanyolországban, Málaga tartományban. Montejaque Ronda, Benaoján, Cortes de la Frontera, Villaluenga del Rosario és Grazalema községekkel határos. Lakosainak száma 952 fő (2024).

## Népesség
A település népessége az elmúlt években az alábbi módon változott:
| Lakosok száma | 1008 | 994  | 995  | 1009 | 1017 | 985  | 997  | 964  | 938  | 952  |
|               | 2001 | 2004 | 2007 | 2009 | 2012 | 2014 | 2017 | 2019 | 2022 | 2024 |